# Philly Joe Jones
Joseph Rudolph Jones, conegut com "Philly Joe" Jones (Filadèlfia, Pennsilvània, 15 de juliol, 1923 - 
- Idem. 30 d'agost de 1985), fou un bateria de jazz nord-americà, nascut el 1923 i mort el 1985. El seu sobrenom "Philly" prové del nom de la seva ciutat natal, Filadèlfia.

## Biografia
Nascut el 1923, Philly Joe Jones va aprendre els conceptes bàsics de la música de la seva mare, una professora de piano. Quan era nen, va aparèixer com a ballarí de claqué a The Kiddie Show a l'estació de ràdio WIP de Filadèlfia. Després va estudiar bateria amb Cozy Cole i Charles Wilcoxon.
A la dècada de 1940 va començar la seva carrera professional en orquestres de rhythm and blues. Treballa a Filadèlfia, acompanyant jazzistes de pas per la ciutat (Dexter Gordon, Fats Navarro, etc.).
L'any 1945, després del servei militar, va treballar durant un temps com a taxista. El 1947, Philly Joe Jones es va convertir en el bateria habitual del club Cafe Society. Va acompanyar el "qui és qui" del bebop: Charlie Parker, Dizzy Gillespie, Fats Navarro i Elmo Hope. El 1950 es va convertir en el bateria de l'orquestra del club de jazz de Nova York Birdland.
Va tocar a les orquestres de Ben Webster, Joe Morris, Tiny Grimes, Lionel Hampton, Duke Ellington i, sobretot, Tadd Dameron (1953), que li va dedicar el tema Philly J.J.
De 1955 a 1958, va treballar en les successives formacions de Miles Davis. Aquest últim declara que Philly Joe Jones és un dels seus bateries preferits, (incloent-hi el llegendari quintet amb John Coltrane, Red Garland i Paul Chambers i després el sextet amb Cannonball Adderley). Acomiadat pel trompetista pel seu absentisme recurrent (Philly Jo Jones fou un famós addicte a les drogues), es converteix en músic independent.
Del 1958 al 1962, va gravar amb els grans noms del bebop i el hard bop. Se'l pot escoltar en multitud d'àlbums per a Riverside Records, Blue Note Records i Prestige Records. Va gravar, entre d'altres, amb el pianista Bill Evans, a qui havia conegut durant unes setmanes al sextet de Miles Davis, i per a qui posteriorment seria el bateria del trio habitual en diverses ocasions.
A partir de 1962, els "problemes personals" el mantenien regularment allunyat del capdavant de l'escena del jazz. Del 1967 al 1972 va viure a Europa; successivament a Londres i París. En aquesta època tocava amb alguns músics emblemàtics de free jazz com Archie Shepp.
De tornada als Estats Units, va formar "Le Grand Prix", un grup de fusió de jazz. El 1976-77 va ser durant uns mesos membre del trio de Bill Evans amb qui va actuar a "La Grande Parade du Jazz", a Niça. Després va treballar durant un temps amb Red Garland. El 1981 va formar l'efímera Dameronia, un grup dedicat a la música de Tadd Dameron.
Va morir d'un atac de cor l'any 1985.

## Influència
Philly Joe Jones és, amb Tony Williams (també col·laborador del gran trompetista), el bateria més citat a la biografia de Miles Davis. Aquest últim considera que el seu habitual "cross stick" (so produït pel tambor en colpejar el cercle, canell en contacte amb el pal del tambor, pal col·locat a través i subjectat fermament, no s'ha de confondre amb Rimshot) com a resposta al que tocava Davis. va constituir una signatura ("el "Philly lick"), posteriorment recollida per molts bateries. Diu: "Fins i tot després que se n'hagi anat, hauré escoltat una mica de Philly Joe a cadascun dels meus bateries".